# Arsio
Arsio (IPA: /ˈarsjo/, D'Ars in noneso) è una frazione del comune di Novella in provincia autonoma di Trento.

## Storia

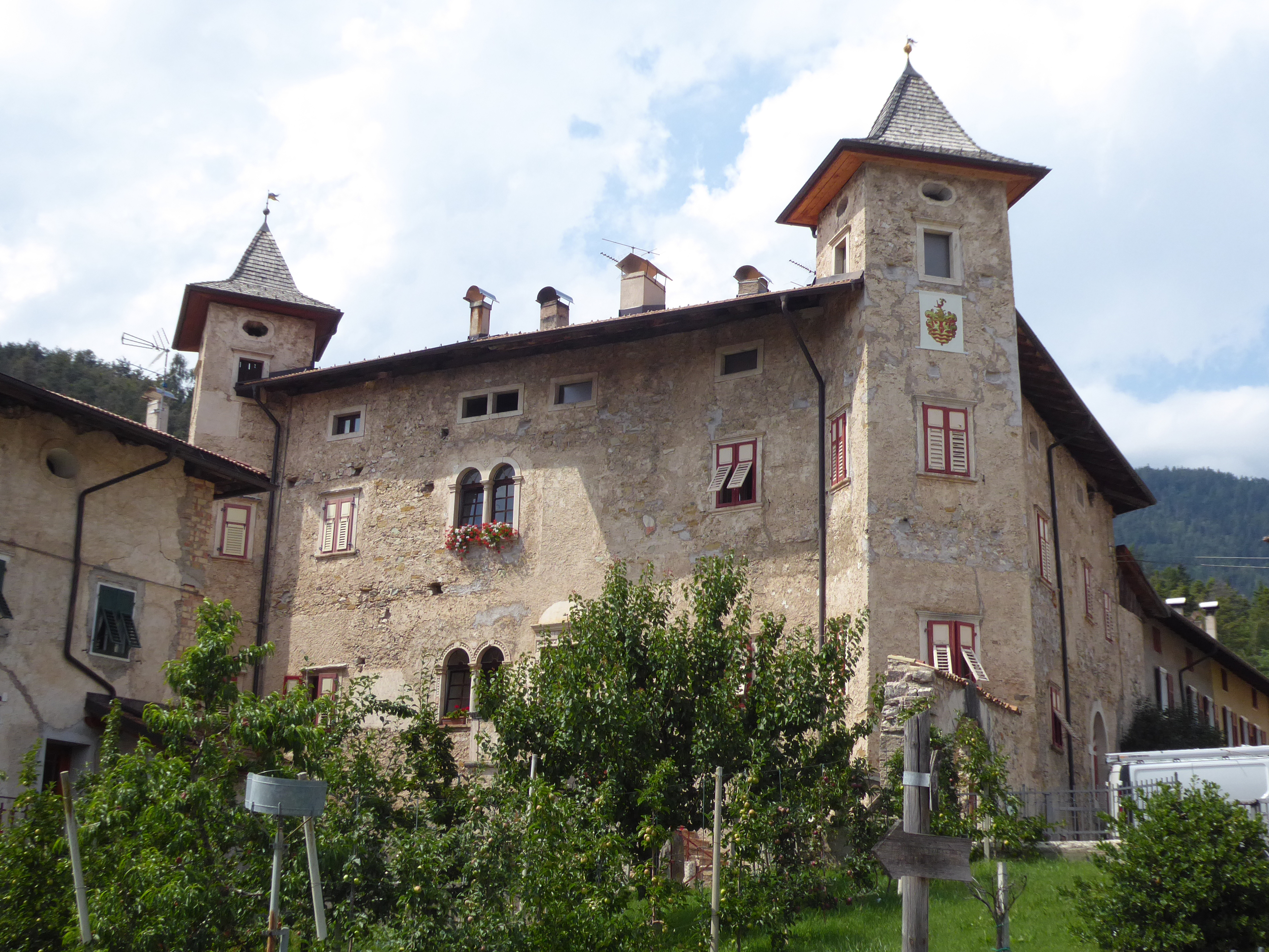
Palazzo de Manincor, o Castel Freieck

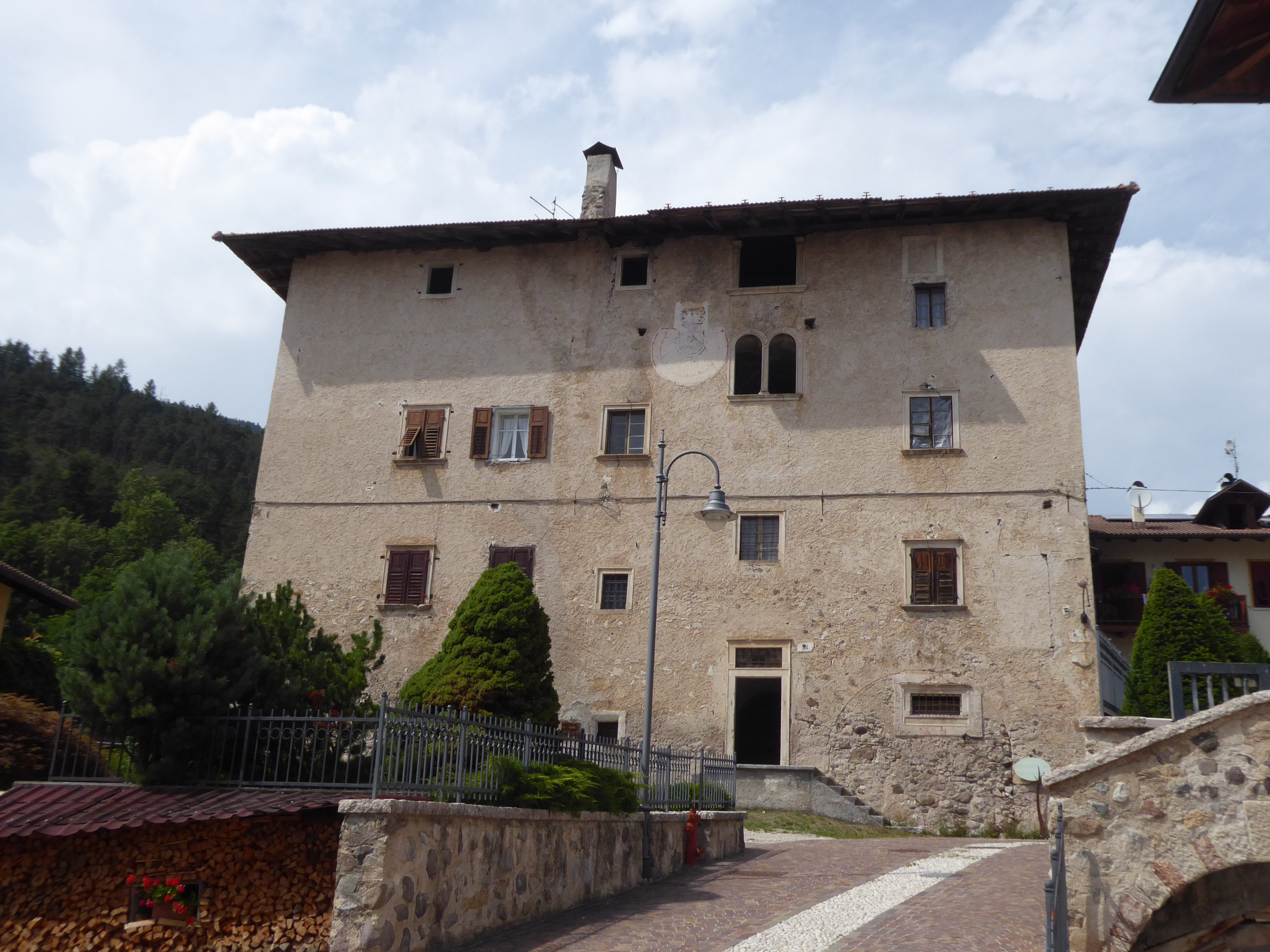
Castel San Giovanni

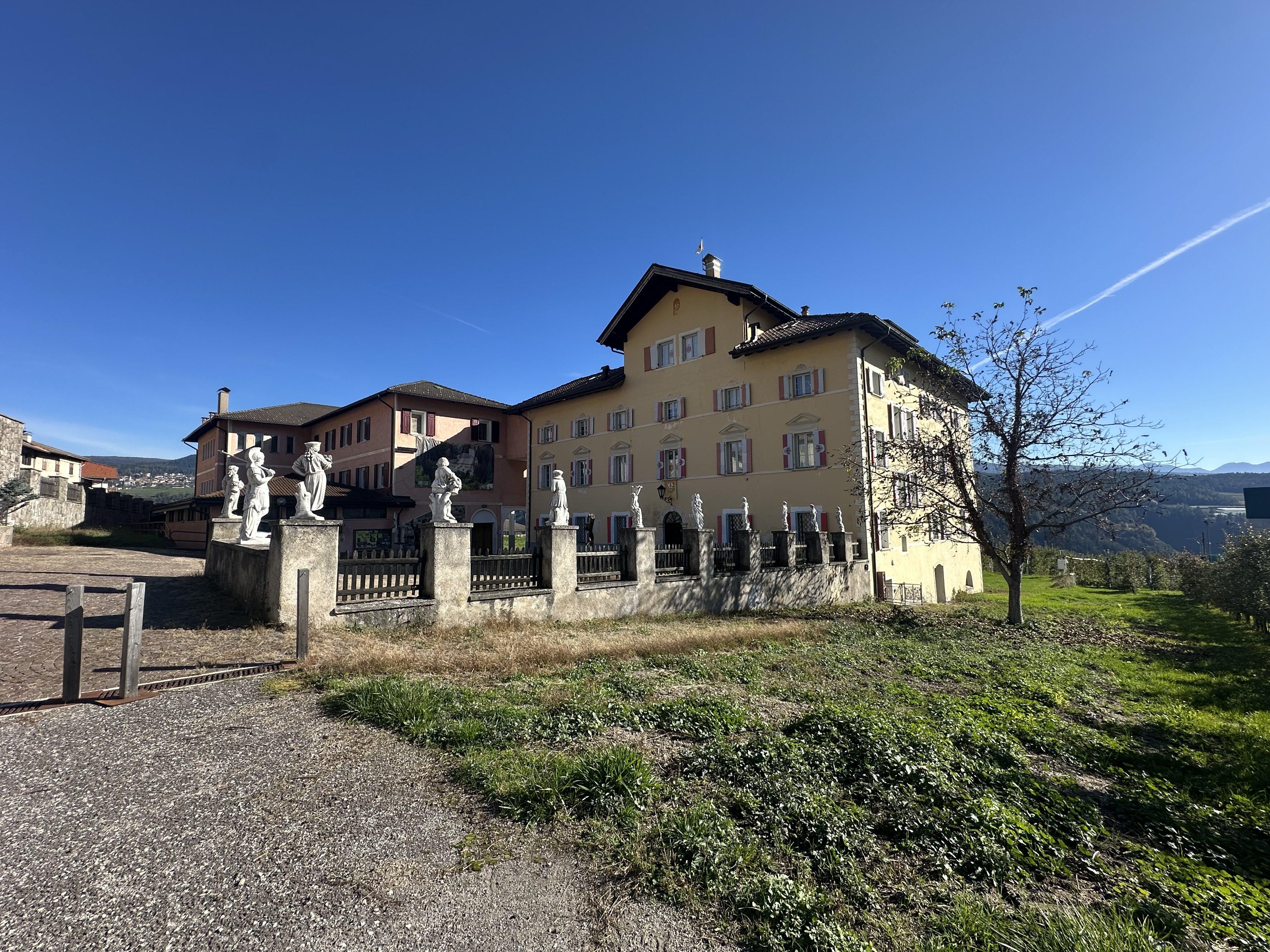
Palazzo Arzberg Freihaus

Arsio è l'abitato più antico tra le frazioni che componevano il comune di Brez, documentato da ritrovamenti risalenti ai primi secoli dopo Cristo.
La sua storia in epoche più recenti è legata a quella dei conti d'Arsio.
Arsio è stato frazione del comune di Brez fino al 1º gennaio 2020, data in cui è stato istituito il nuovo comune di Novella in seguito alla fusione dei comuni di Brez, Cagnò, Cloz, Revò e Romallo.

## Monumenti e luoghi d'interesse

### Architetture religiose
- Chiesa di San Floriano, citata nei documenti a partire dal 1241.[6]
- Chiesa della Natività di Maria, la cui prima menzione risale al 1537.[7]

### Architetture civili
- Castel San Giovanni.[3][8]
- Castel Freieck o Palazzo de Manincor, detto anche Casa Corazza.
- Palazzo Arzberg Freihaus.